# William FitzOsbern, I conte di Hereford
William FitzOsbern, I conte di Hereford (Normandia, 1010 circa – Cassel, 20 febbraio 1071), è stato un nobile e cavaliere medievale normanno, signore di Breteuil in Normandia.
Era parente di Guglielmo I d'Inghilterra e ne fu il più fido consigliere. Dopo la conquista normanna dell'Inghilterra ne divenne uno dei primi grandi magnati normanni, e attorno al 1067 fu creato conte di Hereford. Morì nella battaglia di Cassel nel 1071.

## Biografia

### In Normandia
Era figlio di Osbern, siniscalco del ducato di Normandia, e della moglie Emma d'Ivry, figlia a sua volta di Raoul d'Ivry. Era inoltre nipote di Gunnora di Normandia, moglie di Riccardo I di Normandia. Il padre lavorò come attendente per il cugino Roberto I di Normandia, e quando questi lasciò il Ducato di Normandia al figlio Guglielmo Osbern divenne una delle sue guardie del corpo e fu proprio mentre tentava di proteggerlo da un tentativo di assassinarlo che egli stesso perse la vita attorno al 1040. Dopo la morte del padre William divenne a sua volta siniscalco. Come ogni altro nobile della sua epoca contribuì a fondare i monasteri di Cormeilles e di La Vieille-Lyre che si trovavano sulle sue terre, e donò all'abbazia di Saint-Evroul la chiesa e le terre di quella di Saint-Evroult-Notre-Dame-du-Bois.
Divenne uno dei più fidi collaboratori del duca Guglielmo, e appare come testimone in molti documenti normanni dell'epoca. William FitzOsbern fu uno dei più strenui sostenitori della conquista normanna dell'Inghilterra, e la tradizione vuole che sia stato lui a convincere i più riluttanti fra i baroni normanni sostenendo la fattibilità dell'impresa, tanto che fu uno dei pochi provati compagni di Guglielmo il Conquistatore che combatterono alla battaglia di Hastings del 1066. Il ruolo di FitzOsbern fu cruciale anche qui, poiché condusse l'ala destra dello schieramento degli invasori e contribuì alla loro vittoria finale sugli anglosassoni. Uno dei suoi fratelli, Osbern FitzOsbern, era uno dei cappellani di Edoardo il Confessore, e oltre a possedere la ricca chiesa di Bosham nel Sussex era anche nella posizione ideale per passare informazioni sulla situazione dell'Inghilterra; dopo l'ascesa di Guglielmo al trono inglese egli divenne vescovo di Exeter.

### In Inghilterra
Quando Guglielmo prese il trono divenendo Guglielmo I d'Inghilterra, a William fu donata l'Isola di Wight, e prima del 22 febbraio 1067 fu creato conte di Hereford, allora titolo feudale della massima importanza. Quella parte dell'Inghilterra non era ancora del tutto sotto il controllo normanno, ed è probabile che si fosse fatto carico di sottometterla non appena possibile. FitzOsbern si distinse presto per la forte spinta normannizzatrice nelle zone da lui governate, che venne in seguito presa a modello dagli altri signori anglo-normanni. Si impossessò inoltre di ingenti ricchezze depredando alcuni monasteri anglosassoni.

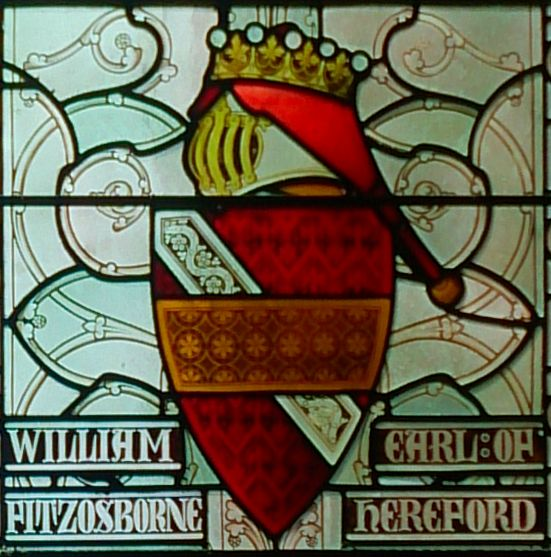
Vetrata a Winchester recante lo stemma di William FitzOsbern, I conte di Hereford

Nell'estate del 1067 Guglielmo tornò in Normandia lasciando a William e Oddone di Bayeux l'incarico di vegliare sul paese in sua assenza. Il re tornò l'anno seguente e William lo accompagnò nella campagna di sottomissione del sud-ovest della nazione. Attorno a febbraio o marzo del 1069 gli venne dato l'incarico di sovrintendere alla costruzione di un castello a York, di cui divenne governatore, ma a Pasqua venne richiamato a corte. Intanto sacche di resistenza anglosassone continuavano a permanere nelle Midlands occidentali e vennero arginate solo nel tardo 1069 tramite la devastazione dell'Inghilterra settentrionale. Benché non sia certo, si presume che William vi abbia avuto solo una minima parte; nello stesso periodo era infatti coinvolto nella conquista del gallese regno del Gwent. Una delle parti fondamentali dell'assestamento del potere normanno in Inghilterra passò attraverso la costruzione o il rafforzamento dei castelli, e come ogni altro nobile William ne costruì diversi; fra quelli a lui attribuiti si ricordano il castello di Carisbrooke, il castello di Chepstow, il castello di Clifford, il castello di Berkeley e il castello di Monmouth. In aggiunta implementò o creò le fortificazioni delle città di Hereford e Shrewsbury.

### Morte nelle Fiandre
Nel 1070 nelle Fiandre erano sorti dei problemi a seguito della morte del conte di Fiandra Baldovino VI, che aveva lasciato il feudo al giovane figlio Arnolfo III, sostenuto dalla madre Richilde di Egisheim. La contea era tuttavia minacciata dallo zio di Arnolfo e cognato di Richilde, Roberto il Frisone. Bisognosa d'aiuto, Richilde si era offerta in sposa al conte di Hereford, ormai vedovo, che non poté resistere alla prospettiva di governare una delle più grandi contee del Sacro Romano Impero, peraltro così vicino alla Normandia. William, forte anche del supporto di Filippo I di Francia, si recò nelle Fiandre con il proprio esercito in sostegno di Richilde, ma venne sconfitto e ucciso il 20 febbraio 1071 dall'esercito del Frisone nella battaglia di Cassel.
Venne seppellito nell'abbazia di Cormeilles che aveva fondato. I suoi figli William e Roger ricevettero rispettivamente le terre normanne e inglesi del padre.

## Discendenza
In data imprecisata William si era sposato con Adeliza de Tosny, che gli diede quattro figli:
- William, che ereditò i feudi in Normandia, ma è incerto se si tratti del contemporaneo Guglielmo di Breteuil venerato come santo dalla Chiesa cattolica;
- Roger, conte di Hereford, cospirò contro Guglielmo il Conquistatore e passò la maggior parte della vita in carcere;[2]
- Emma, moglie di Ralph de Gael, II conte di Norfolk;
- una figlia, di cui nulla è noto.

Non v'è certezza che il suo matrimonio con Richilde delle Fiandre abbia mai avuto il tempo di essere celebrato.